# Florence Benoît-Rohmer
Florence Benoît-Rohmer, née le 20 septembre 1952, est une juriste française, spécialisée en droit européen et droits de l'Homme, et actuellement professeure des Universités spécialisée en droit public à l'Université de Strasbourg. 

## Biographie
Florence Benoît-Rohmer est née à Strasbourg en 1952. Après avoir mené sa scolarité au Lycée International des Pontonniers et y avoir obtenu un baccalauréat littéraire (série A), elle décide de poursuivre des études de droit à l'Université Robert Schuman (Strasbourg III), où elle a obtenu une maîtrise en droit public, deux DEA (diplômes d'études approfondies) en droit public et en droit communautaire et un doctorat en droit. 
Elle commence sa carrière universitaire en tant que chargée de cours en 1984. Elle est doyenne de la faculté de droit et de sciences politiques d'avril 2000 à août 2003 puis présidente de l'Université Robert Schuman de juillet 2003 à décembre 2008, jusqu'à la fusion des trois grandes universités de Strasbourg, un processus où elle joue un rôle clé. De 2008 à 2010, elle est membre du comité de suivi de la loi LRU. Entre 2009 et 2015, elle est secrétaire générale de l’European Interuniversity Center of Human Rights and Democratisation (EIUC) de Venise, et est responsable du Master Droits de l’homme à l'Université de Strasbourg. Elle donne des enseignements de droit au sein de l'Institut d'Études Politiques de Strasbourg. Elle mène également des missions d'expertise auprès du Conseil de l'Europe. 
En 2010, Benoît-Rohmer crée deux programmes d'été interdisciplinaires : l'Académie de Venise des droits de l'homme ouverte aux universitaires, doctorants et praticiens, et la Venice School of Human Rights pour les étudiants de troisième cycle de tous horizons académiques. 

## Autres fonctions
- Membre du comité scientifique de l'Agence des droits fondamentaux de l'Union européenne
- Président de l'ONG française Plaider les droits de l'homme (PLDH)
- Chroniqueuse régulière dans le Journal of European Law spécialisée dans les droits de l'homme

## Publications
Son travail se concentre sur les droits de l'homme au sein de l'Union européenne et du Conseil de l'Europe, en se référant spécifiquement sur la Convention européenne des droits de l'homme et la Charte sociale européenne. Elle a souligné la nécessité de promouvoir les mécanismes régionaux de protection des droits de l'homme en soulignant dans le même temps la nécessité de favoriser la coopération entre eux afin de garantir le principe d'universalité des droits de l'homme. 
- The minority question in Europe : towards a coherent system of protection for national minorities, Strasbourg, Editions du Conseil de l’Europe, 1996 (ISBN 978-92-871-2932-1)
- The Rebirth of Democracy, twelve Constitutions of Central and Eastern Europe, Strasbourg, Editions du Conseil de l’Europe, 1996
- Les Minorités quels droits? : étude de la convention-cadre pour la protection des minorités nationales, Strasbourg, Editions du Conseil de l’Europe, 1999 (ISBN 978-92-871-4029-6)
- Council of Europe Law - Towards a pan-European legal area, Strasbourg, Editions du Conseil de l’Europe, 2005 (ISBN 978-92-871-5594-8) (avec Heinrich Klebes)
- The European Parliament as a champion of European values, Luxembourg, Office for Official Publications of the European Communities, 2008 (ISBN 978-92-823-2484-4)

## Distinctions

### Diplômes honorifiques
- Docteure honoris causa de l'Université de CraÏova (Roumanie).
- Docteure honoris causa de l’Université de Blagoevgrad (Bulgarie).
- Docteure honoris causa de l'Université Saint-Clément d'Ohrid de Bitola (Bulgarie).
- Docteure honoris causa de l'Université chrétienne Dimitrie Cantemir, Bucarest (Roumanie).

### Décorations
- Chevalier de la Légion d'honneur
- Officier de l’Ordre national du mérite
- Officier de l'Ordre des Palmes Académiques [5]